# Christian Zwingmann (Psychologe)
Christian Zwingmann (* 1963 in Hannover) ist ein deutscher Psychologe und Professor für Empirische Sozialforschung an der Evangelischen Hochschule Rheinland-Westfalen-Lippe in Bochum.

## Leben
Christian Zwingmann studierte Katholische Theologie (Vordiplom 1984) und Philosophie (Bakkalaureat 1984) an der Philosophisch-Theologischen Hochschule St. Georgen sowie Psychologie an der Goethe-Universität Frankfurt am Main (Dipl.-Psych. 1991). Er wurde 2002 in Psychologie (Dr. phil.) an der Universität Freiburg und 2010 in Theoretischer Medizin (Dr. rer. medic.) an der Universität Witten/Herdecke promoviert, jeweils mit einer Doktorarbeit im Themenbereich der Ergebnismessung in der medizinischen Rehabilitation. Im Jahr 2008 habilitierte er sich mit der kumulativen Habilitationsschrift „Religiosität als psychologische Variable – Messung und Bedeutung für Gesundheit und Lebensbewältigung“ an der Goethe-Universität Frankfurt am Main und erlangte die Lehrbefugnis für das Fach Psychologie.
Zwingmann arbeitete in der rehabilitationswissenschaftlichen Forschung (Hochrhein-Institut für Rehabilitationsforschung in Bad Säckingen; Arbeitsbereich Rehabilitationswissenschaften am Institut für Psychotherapie und Medizinische Psychologie der Universität Würzburg), bei der Rentenversicherung im Bereich der Rehabilitationswissenschaften (Verband Deutscher Rentenversicherungsträger; Deutsche Rentenversicherung Bund) und bei der Prognos AG im Bereich „Gesundheit & Soziales“. Seit 2010 ist er als Professor für Empirische Sozialforschung an der Evangelischen Hochschule Rheinland-Westfalen-Lippe in Bochum tätig.
Zwingmann hat vor allem zu rehabilitationswissenschaftlichen, religionspsychologischen und trauerbezogenen Themen empirisch geforscht und publiziert. Im Jahr 2002 erhielt er den Förderpreis der Karlsruher-Sanatorium-AG für herausragende wissenschaftliche Arbeiten aus dem Bereich der medizinischen Rehabilitation. Mit seinen religionsbezogenen Publikationen hat er seit den 1990er-Jahren maßgeblich zur Entwicklung einer quantitativ-empirisch geprägten Religionspsychologie in Deutschland beigetragen. Zwingmann ist bzw. war Mitglied im Editorial Board bzw. Beirat der Fachzeitschriften Die Rehabilitation, ISRN Rehabilitation, Religions und Spiritual Care.

## Publikationen
- mit Helfried Moosbrugger: Statistik-Arbeitsbuch. Aufgabensammlung und vollständige Lösungen zu Regressions- und Varianzanalysen, 1989. Frankfurt am Main: Deutsch, ISBN 978-3-8171-1140-4
- Religiosität und Lebenszufriedenheit. Empirische Untersuchungen unter besonderer Berücksichtigung der religiösen Orientierung, 1991. Regensburg: Roderer, ISBN 978-3-89073-514-6
- Der IRES-Patientenfragebogen. Psychometrische Reanalysen an einem rehabilitationsspezifischen Assessmentinstrument, 2002. Regensburg: Roderer, ISBN 978-3-89783-325-8

Herausgeberschaften
- mit Dirk Frank, Helfried Moosbrugger: Religiosität, Persönlichkeit und Verhalten. Beiträge zur Religionspsychologie, 1996. Münster: Waxmann, ISBN 978-3-89325-420-0
- mit Ulrike Worringen: Rehabilitation weiblich – männlich. Geschlechtsspezifische Rehabilitationsforschung, 2001. Weinheim: Juventa, ISBN 978-3-7799-1433-4
- mit Andrea Reusch, Hermann Faller: Empfehlungen zum Umgang mit Daten in der Rehabilitationsforschung, 2002. Regensburg: Roderer, ISBN 978-3-89783-286-2
- mit Helfried Moosbrugger: Religiosität: Messverfahren und Studien zu Gesundheit und Lebensbewältigung. Neue Beiträge zur Religionspsychologie, 2004. Münster: Waxmann, ISBN 978-3-8309-1428-0
- mit Jürgen Bengel, Markus Antonius Wirtz: Diagnostische Verfahren in der Rehabilitation, 2008. Göttingen: Hogrefe, ISBN 978-3-8017-2095-7
- mit Gerhard K. Schäfer, Joachim Deterding, Barbara Montag: Nah dran! Werkstattbuch für Gemeindediakonie, 2015. Neukirchen-Vluyn: Neukirchener Verlagsgesellschaft, ISBN 978-3-7887-2978-3
- mit Constantin Klein, Florian Jeserich: Religiosität: Die dunkle Seite. Beiträge zur empirischen Religionsforschung, 2017. Münster: Waxmann, ISBN 978-3-8309-3623-7